# Keizō Obuchi
Keizō Obuchi (小渕 恵三) (Nakanojō, 25 de junho de 1937 —  Tóquio, 14 de maio de 2000) foi um diplomata e político japonês que ocupou o cargo de primeiro-ministro do Japão de 30 de julho de 1998 a 5 de abril de 2000.
Obuchi foi eleito para a Câmara dos Representantes pela prefeitura de Gunma em 1963, tornando-se o mais jovem parlamentar na história japonesa, e foi reeleito para o cargo por onze vezes. Obuchi subiu na hierarquia do Partido Liberal Democrata e se destacou nos cargos de Secretário-Chefe do Gabinete e Ministro de Relações Exteriores nas décadas de 1980 e 1990. Obuchi se tornou primeiro-ministro em 1998, após substituir Ryutaro Hashimoto como presidente do Partido Liberal Democrata. Seu governo foi caracterizado pelas tentativas de reverter os efeitos da Década Perdida. Obuchi entrou em coma em 2000, menos de dois anos após iniciar seu mandato como primeiro-ministro, e foi substituído por Yoshiro Mori pouco após a sua morte.

## Biografia
Obuchi nasceu em 25 de junho de 1937 em Nakanojō, em Gunma. É filho de Mitsuhei Obuchi, um dos quatro representantes da Dieta Nacional de um distrito de Gunma. Aos 13 anos, Obuchi foi transferido para uma escola particular em Tóquio e morou na cidade pelo resto da vida. Em 1958, Obuchi matriculou-se na Universidade de Waseda com especialização em literatura inglesa, na esperança de se tornar escritor. Quando seu pai morreu naquele mesmo ano, Obuchi decidiu seguir seus passos como político, mudando sua especialização para ciências políticas e graduando-se como bacharel em artes em 1962.
Entre janeiro e setembro de 1963, Obuchi viajou para trinta e oito países, circunavegando completamente o globo e fazendo trabalhos eventuais pelo caminho, devido ao seu pouco dinheiro. Foi lavador de pratos, instrutor-assistente de aikido e assistente da equipe de cinegrafistas de TV em Berlim, este último o trabalho mais exigente fisicamente. Enquanto estava nos Estados Unidos, Obuchi conheceu Robert F. Kennedy ao entrar no escritório do Procurador-Geral.

## Carreira política
Em novembro daquele ano, inspirado por sua conversa com Kennedy, Obuchi concorreu à Câmara dos Representantes e foi eleito para uma cadeira representando o 3º distrito de Gunma, tornando-o o mais jovem legislador da história japonesa aos 26 anos de idade. Obuchi cumpriu seu primeiro mandato na Dieta ao mesmo tempo em que fazia seus estudos de graduação na Universidade de Waseda.
Em 1979, Obuchi se tornou o diretor do gabinete do primeiro-ministro e diretor da Agência de Desenvolvimento de Okinawa, seu primeiro cargo no gabinete. Obuchi ficou no cargo por oito anos antes de se tornar secretário-geral do Gabinete em 1987. Dois anos depois, Obuchi anunciou formalmente a morte do imperador Hirohito. Como secretário-geral do Gabinete, Obuchi foi encarregado de fazer o famoso anúncio do nome da nova era Heisei para o novo imperador Akihito.
Em 1991, Obuchi tornou-se secretário-geral do Partido Liberal Democrata (PLD) e, em 1994, tornou-se seu vice-presidente. Em 1997, o primeiro-ministro Ryutaro Hashimoto nomeou Obuchi como Ministro das Relações Exteriores, onde se destacou nas negociações com a Rússia sobre as reivindicações japonesas das Ilhas Curilas, bem como nas negociações sobre a unificação da Coreia.

### Primeiro-ministro

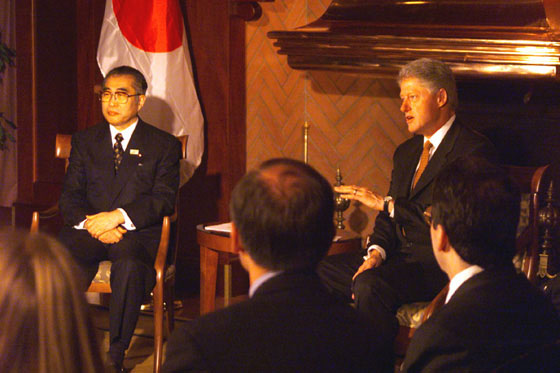
O primeiro-ministro do Japão Keizo Obuchi, junto com o presidente dos Estados Unidos Bill Clinton, durante a cúpula do G8 em Colônia, Alemanha, em 18 de junho de 1999.

Em 1998, Hashimoto renunciou ao cargo de presidente do PLD quando o partido perdeu a maioria na Câmara dos Conselheiros, a câmara alta da Dieta Nacional, e Obuchi foi nomeado seu sucessor. Quando a Dieta designou um novo primeiro-ministro, Obuchi tornou-se apenas o segundo candidato do PLD a não obter o apoio da Câmara dos Conselheiros. No entanto, a Constituição do Japão estipula que se as duas câmaras não chegarem a um acordo sobre a escolha do primeiro-ministro, a escolha da Câmara dos Representantes será considerada como a da Dieta. Com a grande maioria do PLD na câmara baixa, Obuchi foi formalmente nomeado primeiro-ministro em 30 de julho.
Durante seu mandato como primeiro-ministro, Obuchi se concentrou em duas questões principais: assinar um tratado de paz com a Rússia e reviver a economia japonesa da Década Perdida. Sua solução para a última foi aumentar as despesas públicas e reduzir o imposto de renda, o que desacelerou brevemente a recessão, mas acabou fazendo muito pouco para revertê-la. Uma de suas ações governamentais foi dar cupons de compras a 35 milhões de cidadãos na esperança de desencadear um boom de consumo. A política de Obuchi na Rússia também escapou à implementação antes de sua morte. A política fiscal de Obuchi se concentrou no fortalecimento dos requisitos básicos de capital para as instituições financeiras, ao mesmo tempo em que emitia mais títulos do governo japonês para financiar a infraestrutura pública, o que impulsionou o aumento da dívida pública do Japão.
Obuchi era conhecido por jogar squash regularmente nas quadras da Embaixada do Canadá em Azabu, Tóquio. Os jogadores de squash tendem a estar em boa forma por ser um excelente exercício cardiovascular, o que contrariava sua descrição na mídia japonesa como gakeppuchi Obuchi (崖っぷち小渕, "Obuchi à beira do precipício"), que era interpretado que a saúde física precária espelhava o estado precário da economia do Japão.

## Morte
Em 1º de abril de 2000, Obuchi sofreu um acidente vascular cerebral e entrou em coma no Hospital da Universidade Juntendo, em Tóquio, enquanto ainda estava no cargo. Quando ficou aparente que Obuchi nunca recuperaria a consciência, ele foi substituído por Yoshirō Mori em 5 de abril. Obuchi morreu em 14 de maio aos 62 anos; um funeral de Estado foi realizado em sua homenagem no Nippon Budokan em 8 de junho e contou com a presença de dignitários estrangeiros de 156 países e 22 organizações, incluindo cerca de 25 chefes de estado. As presenças notáveis no funeral de Obuchi incluíram o secretário-geral da ONU, Kofi Annan, o presidente dos Estados Unidos, Bill Clinton e o presidente sul-coreano Kim Dae-jung.

## Vida pessoal
Obuchi casou-se com a ensaísta ambiental Chizuko Ono em 1967. Eles foram apresentados por Tomisaburo Hashimoto, um membro da Dieta e parente do primeiro-ministro Ryutaro Hashimoto. Eles tiveram um filho e duas filhas. Sua filha mais nova, Yūko Obuchi, concorreu e foi eleita para a cadeira na Dieta anteriormente ocupada pelo ex-primeiro-ministro nas eleições de 2000. Obuchi era um grande fã das obras do falecido romancista histórico Ryōtarō Shiba e um admirador particular de Sakamoto Ryōma, uma figura chave nos eventos que levaram à Restauração Meiji.[carece de fontes?]
Obuchi também tinha o hobby incomum de colecionar miniaturas de bois. Relaciona-se ao fato de ele ter nascido no Ano do Boi, o segundo ano do zodíaco chinês. Ele começou a coletar as miniaturas após sua eleição inicial para a Dieta em 1963 e, após três décadas e meia, a sua coleção chegava aos milhares. Ele também se dedicava ao aikido e gostava de golfe.